# Système physique

Un exemple de système physique macroscopique : un système météorologique.

Un système physique est une partie de l'Univers physique, choisie pour son analyse. Les systèmes physiques n'existent pas dans la nature, ce sont des constructions de l'esprit humain pour la modélisation et l'analyse des phénomènes physiques. Comme tout système en général, un système physique se caractérise par sa frontière qui distingue ses constituants internes de son environnement externe ; s’il n’est pas isolé, le système physique peut interagir avec son environnement.
La séparation système/environnement est arbitraire et est faite de façon à simplifier l'analyse. Généralement, un système physique est choisi pour correspondre au mieux à ce qu'on appelle usuellement système, soit par exemple une machine particulière en thermodynamique macroscopique, ou un milieu réactionnel en thermochimie. Mais les systèmes physiques peuvent être très variés : un atome, l'eau d'un lac, ou l'eau dans une moitié dudit lac peuvent être étudiés comme des systèmes physiques.
Comme construction de l’esprit pour analyser les objets de la Physique, la notion de système est inséparable de la notion de modèle. Les systèmes physiques sont souvent qualifiés en référence aux modèles les plus adaptés pour leur étude : on parle ainsi de système quantique par opposition à système classique selon que les lois de la mécanique quantique sont applicables ou non, de système relativiste et de système non relativiste, etc.

## Quelques exemples
Le système solaire est constitué par son étoile (le Soleil), les planètes et d'autres objets célestes, tous liés par la gravitation. Il est relativement isolé car l’étoile la plus proche, Proxima Centauri, se trouve à une distance de 4,2 années-lumière. Le système solaire est un système physique parmi les plus étudiés en histoire des sciences (voir l'article Chronologie de l'astronomie du système solaire).

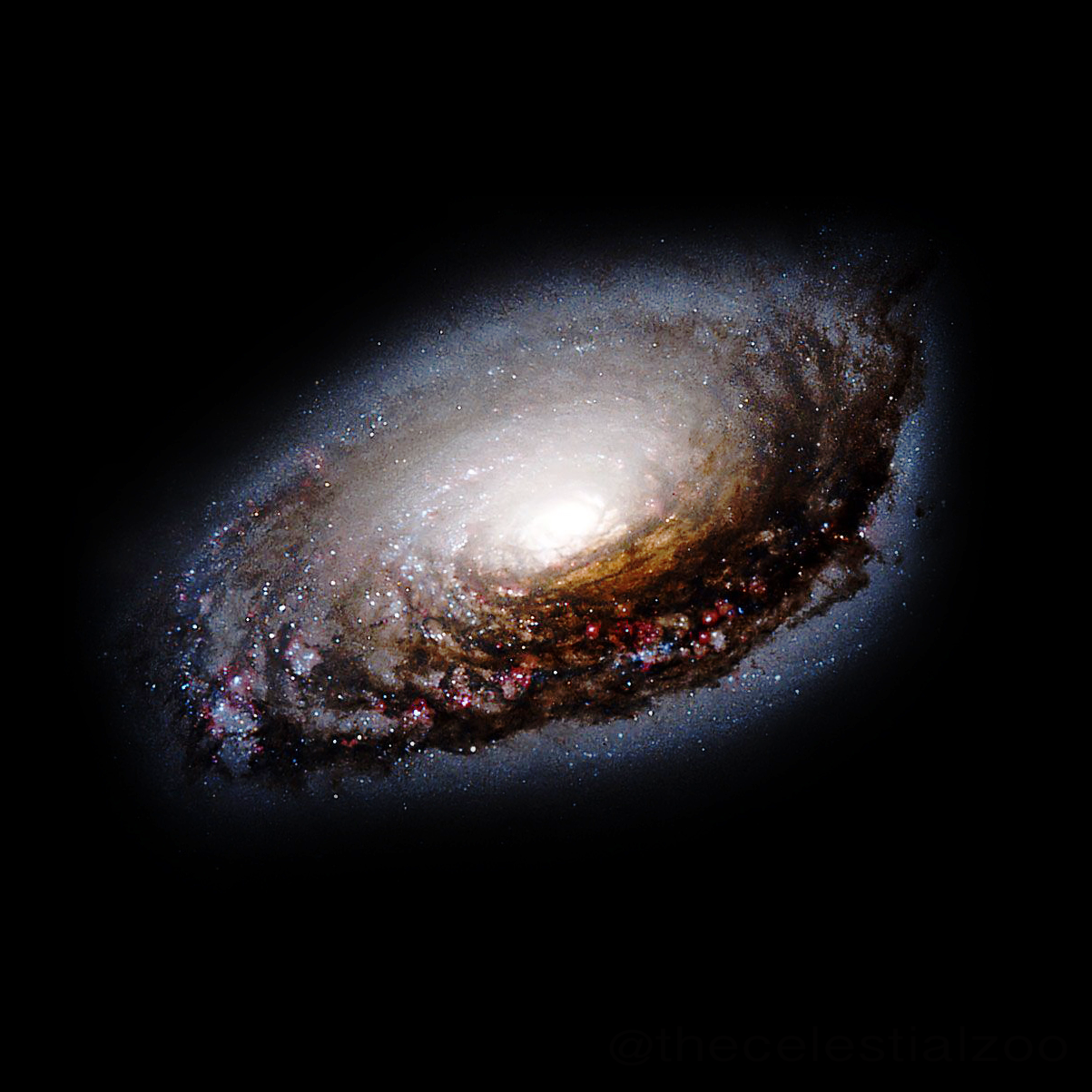
Une galaxie est un système de milliards d'étoiles, qui ont un comportement collectif parce qu'elles sont liées par la gravitation.

Une galaxie est un ensemble d’étoiles et d'autres objets célestes en interaction gravitationnelle que l’on peut approximativement délimiter dans l’espace ; le système galactique peut être soumis à l’interaction gravitationnelle d’autres galaxies dans son environnement. La physique des systèmes galactiques se propose d’étudier leurs comportements collectifs (translation, rotation, déformation, stabilité…) et leurs collisions éventuelles.
Dans l’infiniment petit, un autre exemple est le noyau atomique, constitué de protons et de neutrons soumis aux interactions fondamentales (nucléaire forte et nucléaire faible, électro-magnétique) ; en raison de la très courte portée des forces nucléaires, le noyau a une frontière bien délimitée ; il interagit avec son environnement par l’interaction électromagnétique, par exemple pour constituer les atomes.

## Systèmes physiques et leur environnement
On peut définir trois grandes catégories de systèmes physiques, selon la nature de leurs échanges avec leur environnement.
- Un système est dit « isolé » s'il ne peut échanger ni énergie, ni matière avec son environnement.
- Il est « fermé » s'il ne peut échanger que de l'énergie.
- Il est « ouvert » s'il peut échanger de la matière et de l'énergie.

Cette distinction est particulièrement pertinente en physique statistique : les systèmes isolés sont étudiés dans le cadre des ensembles microcanoniques, alors que les systèmes fermés relèvent des ensembles canoniques (ils peuvent échanger de la chaleur avec un thermostat) ; les systèmes ouverts relèvent des ensembles grand-canoniques (ils peuvent échanger de la chaleur et des particules).

## Systèmes physiques et leur constituants
Selon le nombre de leurs constituants et la nature de leurs interactions, on distingue les systèmes physiques continus et les systèmes discrets.

### Systèmes physiques continus
Les constituants des systèmes physiques continus ne peuvent être individualisés ; par exemple, on ne dénombre pas les molécules d'un fluide dans une conduite ou les ondes électromagnétiques dans une cavité micro-ondes. L’état des constituants internes du système est alors caractérisé par des champs de grandeurs collectives : comme la densité et la vitesse en hydrodynamique, la valeur locale des champs électriques ou magnétiques en électromagnétisme.

### Systèmes physiques discrets
Les constituants d’un système physique discret sont dénombrables (au sens mathématique du terme) ; ils peuvent être extrêmement nombreux comme les molécules d’un gaz dans un récipient ou les étoiles d’une galaxie, ou au contraire identifiables individuellement comme les quatre nucléons (proton, neutrons) et les deux électrons constituant le système de l’atome d’hélium ou les trois corps célestes du système Soleil, Terre, Lune.
Lorsque le nombre de constituants est limité, le comportement du système peut être déduit de l’analyse des interactions individuelles entre les constituants, basée sur des modèles dits microscopiques. Lorsque le suivi individuel des constituants devient impossible, des modèles dits macroscopiques deviennent nécessaires comme la physique statistique, où les caractéristiques des molécules de gaz ne sont suivies qu’en valeur moyenne.

## Systèmes physiques multi-niveaux
Dans l’état actuel des connaissances (2020), les constituants ultimes de la matière (i.e. non décomposables en sous-éléments) sont décrits par le modèle standard des particules ; in fine les propriétés des systèmes physiques à toutes les échelles pourraient formellement se déduire de la combinatoire des propriétés des quarks, gluons et autres particules qui les composent.  Mais cette démarche théorique est hors de portée des outils mathématiques et algorithmiques humains (cf. la parabole du démon de Laplace).  Il est nécessaire de décomposer l’Univers en sous-systèmes plus accessibles à l’analyse, définissant ainsi les grands champs disciplinaires (physique atomique, stellaire, géologie, etc.).

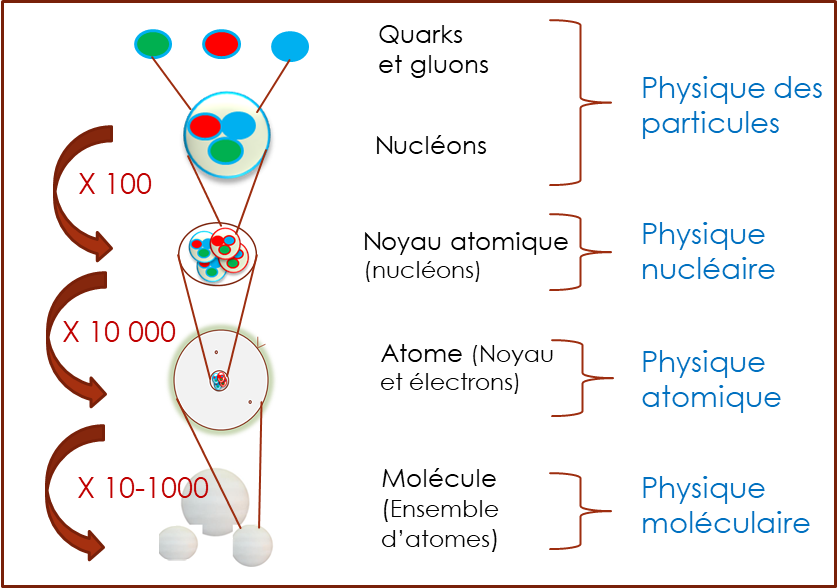
Hiérarchie des systèmes physiques dans l'infiniment petit et domaines scientifiques associés (les nombres indiquent les changements d'échelle entre chaque niveau).

En particulier, dans l’infiniment petit, les symétries et les caractéristiques des interactions (la portée des forces) permettent une hiérarchie de systèmes emboîtés :
- le noyau atomique jusqu’à des énergies relativement élevées, le noyau peut être considéré comme composé de constituants élémentaires (les nucléons) ; chaque nucléon étant caractérisé par des propriétés collectives (énergie, masse, spin, etc.) obtenues par « encapsulation » des propriétés des quarks et des gluons qui le composent[6] ;
- à une échelle de taille plus élevée, on peut considérer les atomes comme constitués d’un nuage d’électrons autour d’un noyau, ce dernier étant considéré comme un constituant élémentaire et caractérisé par le nombre de ses nucléons, sa charge électrique et son spin.

On retrouve ce type de hiérarchisation en cosmologie : étoile < système planétaire < galaxie < groupe local < Univers.
Beaucoup de systèmes, notamment à notre échelle, ne sont pas aisément décomposables hiérarchiquement et doivent être étudiés dans leur ensemble : par exemple, un gaz ou un tas de sable.

## Complexité des systèmes physiques
Une des caractéristiques essentielles des systèmes physiques est leur complexité, c'est-à-dire la mesure de la difficulté à les décrire, à les modéliser, ou à prédire leur comportement. Par extension de la mesure de la complexité algorithmique en informatique (mesure de Kolmogorov), on peut caractériser la complexité d'un système physique par la quantité de « ressources » (mots d'un texte, mémoires d'ordinateur, temps de calcul par un processeur...) ; ce n'est pas une valeur absolue, mais un outil de comparaison efficace pour comparer la complexité de différents systèmes.
La complexité d'un système physique est égale à sa probabilité d'être décrit par un vecteur d'état particulier, c'est-à-dire d'être décrit par un ensemble de grandeurs physiques caractéristiques.
Ainsi, si l'on considère la situation d'une balle newtonienne parmi un ensemble d'objets physiques mobiles rebondissant sur les parois d'un conteneur, la probabilité d'état du système ne varie pas au cours du temps. L'entropie varie mais pas la probabilité du vecteur d'état, ce qu'il est possible d'évaluer périodiquement.
Dans un système physique, un vecteur d'état de faible probabilité auto-entretenu est équivalent à une forte complexité. Un vecteur d'état auto-entretenu de faible probabilité permet au système physique de rester à un haut niveau de complexité. L'étude de tels systèmes physiques appliquée à notre Univers en reste encore aux prémices de la recherche et est spéculative par nature, mais il apparaît qu'il existe des systèmes à faibles probabilités qui sont capables de s'auto-entretenir. On parle alors de métastabilité.